# Liste von Kraftwerken in Sri Lanka
Die Kraftwerke in Sri Lanka werden sowohl auf einer Karte als auch in Tabellen (mit Kennzahlen) dargestellt.

## Installierte Leistung und Jahreserzeugung
Im Jahr 2014 lag Sri Lanka bzgl. der installierten Leistung mit 3.400 MW an Stelle 94 und bzgl. der jährlichen Erzeugung mit 12 Mrd. kWh an Stelle 93 in der Welt. Der Elektrifizierungsgrad lag 2013 bei 94 % (99 % in den Städten und 93 % in ländlichen Gebieten).

## Kalorische Kraftwerke
In der Tabelle sind nur Kraftwerke mit einer installierten Leistung > 150 MW aufgeführt.
| Name des Kraftwerks | Inst. Leistung (MW) | Brennstoff | Status     |
| ------------------- | ------------------- | ---------- | ---------- |
| Kelanitissa         | 523                 | Diesel     | in Betrieb |
| Norocholai          | 600                 | Kohle      | in Betrieb |
| Sapugaskanda        | 160                 | Schweröl   | in Betrieb |
| Yugadanavi          | 300                 | Schweröl   | in Betrieb |

## Wasserkraftwerke
In der Tabelle sind nur Wasserkraftwerke mit einer installierten Leistung > 20 MW aufgeführt.
| Name des Kraftwerks | Inst. Leistung (MW) | Fluss      | Status     |
| ------------------- | ------------------- | ---------- | ---------- |
| Bowatenna           | 40                  | Sudu Ganga | in Betrieb |
| Broadlands          | 35                  | Maskeliya  | in Bau     |
| Canyon              | 60                  | Maskeliya  | in Betrieb |
| Castlereigh         | 52                  | Kehelgamu  | in Betrieb |
| Kotmale             | 201                 | Kotmale    | in Betrieb |
| Kukule Ganga        | 70                  | Kukule     | in Betrieb |
| Laxapana            | 154                 | Kehelgamu  | in Betrieb |
| Moragahakanda       | 25                  | Amban      | in Bau     |
| Polpitiya           | 75                  | Maskeliya  | in Betrieb |
| Randenigala         | 126                 | Mahaweli   | in Betrieb |
| Rantambe            | 49                  | Mahaweli   | in Betrieb |
| Samanala            | 120                 | Walawe     | in Betrieb |
| Ukuwela             | 40                  | Mahaweli   | in Betrieb |
| Uma Oya             | 120                 |            | in Bau     |
| Upper Kotmale       | 150                 | Kotmale    | in Betrieb |
| Victoria            | 210                 | Mahaweli   | in Betrieb |

## Windparks
Laut The Wind Power waren in Sri Lanka Ende 2016 Windkraftanlagen (WKA) mit einer Gesamtleistung von 130 MW in Betrieb. Mit Stand Oktober 2017 sind in Sri Lanka 15 Windparks erfasst (z. T. handelt es sich dabei aber entweder um einzelne WKA oder um geplante Windparks).
| Name des Windparks | Inst. Leistung (MW) | Anzahl | Status     |
| ------------------ | ------------------- | ------ | ---------- |
| Madurankuliya      | 12                  | 8      | in Betrieb |
| Pollupalai         | 12                  | 8      | in Betrieb |